# Boeing 737 Next Generation
Boeing 737 Next Generation ali samo Boeing 737NG, je družina dvomotornih ozkotrupnih reaktivnih potniških letal. 737NG je tretja generacija 737 in obsega modele −600/-700/-800/-900. 737NG razvit iz 2. generacije 737 - 737 Classic (−300/-400/-500), ki je sama razvita iz prve generacije 737. Naslednik 737NG bo Boeing 737 MAX - četrta generacija 737. Program 737NG so objavili leta 1993. 
Kapaciteta sedežev je od 110 pri najmanjšem 737-600, pa do 210 pri največjem 737-900. Do oktobra 2014 je bilo dobavljenih 5131 letal, od več kot 6800 naročenih.Obstaja tudi poslovna verzija 737 znana kot Boeing Business Jet - BBJ. BBJ ima dodatne rezervoarje za gorivo in precej večji dolet.
Najmanjši model 737-600 se je slabo prodajal (samo 69 letal) in ni več v proizvodnji, prav tako ni več v proizvodnji osnovni 737-900, medtem ko verzija s povečanim doletom -900ER ostaja v proizvodnji. 
Konkurent in povod za razvoj je bil evropski Airbus A320. Slednji je zbral več naročil kot 737NG, vendar manj kot vse generacije 737 skupaj. 
737NG ima v primerjavi s predhodnikom novo krilo z 4,88 metra večjim razponom in 25% večjo površino. Kapaciteta goriva je povečana za 30%, kar poveča dolet za okrog 900 navtičnih milj. 
Prva proizvodna letala 737NG niso imela wingletov, ker takrat še niso bili na voljo. Trenutno so z njimi opremeljena praktična vsa nova letala. Obstaja možnost namestitve wingletov na starejša letala. Wingleti zmanjšajo porabo goriva za okrog 3-5 procentov, ali pa povečajo dolet. 

## Specifikacije
|                                             | 737-600                                                                | 737-700 / 737-700ER                                                                                        | 737-800                                                                | 737-900ER | 737-700C                                                        |
| ------------------------------------------- | ---------------------------------------------------------------------- | --- | ---------------------------------------------------------------------- | --- | --------------------------------------------------------------- |
| Posadka                                     | 2                                                                      | 2 | 2                                                                      | 2 | 2                                                               |
| Kapaciteta sedežev                          | 149 (1-razred, maks.) 123 (1-razred, tipično) 108 (2-razreda, tipično) | 149 (1-razred, gosto) 140 (1-razred, tipično) 128 (2-razreda, tipično)                                     | 189 (1-razred, gosto) 175 (1-razred, tipično) 160 (2-razreda, tipično) | 220 (1-razred, maks.) 204 (1-razred, tipično) 174 (2-razreda, tipično) | do 140                                                          |
| Širina sedežev                              | 17,2 in (44 cm) (1-razred, 6 sedežev v vrsti)                          | 17,2 in (44 cm) (1-razred, 6 sedežev v vrsti)                                                              | 17,2 in (44 cm) (1-razred, 6 sedežev v vrsti)                          | 17,2 in (44 cm) (1-razred, 6 sedežev v vrsti) | 17,2 in (44 cm) (1-razred, 6 sedežev v vrsti)                   |
| Dolžina                                     | 102 ft 6 in (31,2 m)                                                   | 110 ft 4 in (33,6 m)                                                                                       | 129 ft 6 in (39,5 m)                                                   | 138 ft 2 in (42,1 m) | 110 ft 4 in (33,6 m)                                            |
| Razpon kril                                 | 117 ft 5 in (35,7 m)                                                   | 117 ft 5 in (35,7 m)                                                                                       | 117 ft 5 in (35,7 m)                                                   | 117 ft 5 in (35,7 m) | 112 ft 7 in (34,3 m)                                            |
| Višina                                      | 41 ft 3 in (12,6 m)                                                    | 41 ft 2 in (12,5 m)                                                                                        | 41 ft 2 in (12,5 m)                                                    | 41 ft 2 in (12,5 m) | 41 ft 2 in (12,5 m)                                             |
| naklon krila                                | 25,02°                                                                 | 25,02° | 25,02°                                                                 | 25,02° | 25,02°                                                          |
| Vitkost krila                               | 9,45                                                                   | 9,45 | 9,45                                                                   | 9,45 | 9,45                                                            |
| Širina trupa                                | 12 ft 4 in (3,76 m)                                                    | 12 ft 4 in (3,76 m)                                                                                        | 12 ft 4 in (3,76 m)                                                    | 12 ft 4 in (3,76 m) | 12 ft 4 in (3,76 m)                                             |
| Višina trupa                                | 13 ft 2 in (4,01 m)                                                    | 13 ft 2 in (4,01 m)                                                                                        | 13 ft 2 in (4,01 m)                                                    | 13 ft 2 in (4,01 m) | 13 ft 2 in (4,01 m)                                             |
| Največja širina kabine                      | 11 ft 7 in (3,54 m)                                                    | 11 ft 7 in (3,54 m)                                                                                        | 11 ft 7 in (3,54 m)                                                    | 11 ft 7 in (3,54 m) | 11 ft 7 in (3,54 m)                                             |
| Višina kabine                               | 7 ft 3 in (2,20 m)                                                     | 7 ft 3 in (2,20 m)                                                                                         | 7 ft 3 in (2,20 m)                                                     | 7 ft 3 in (2,20 m) | 7 ft 3 in (2,20 m)                                              |
| Prazna operativna teža                      | 80031 lb (36378 kg)                                                    | 84100 lb (38147 kg)                                                                                        | 91108 lb (41413 kg)                                                    | 98495 lb (44676 kg) | 83000 lb (37648 kg)                                             |
| Maks. pristajalna teža                      | 120500 lb (54658 kg)                                                   | 134000 lb (60781 kg)                                                                                       | 146300 lb (66361 kg)                                                   | 157300 lb (71350 kg) | 129200 lb (58604 kg)                                            |
| Maks. vzletna teža                          | 145500 lb (66000 kg)                                                   | Osnovni model: 154500 lb (70080 kg) ER: 171000 lb (77565 kg)                                               | 174200 lb (79010 kg)                                                   | 187700 lb (85130 kg) | 171000 lb (77560 kg)                                            |
| Kapaciteta tovora                           | 756 ft³ (21,4 m³)                                                      | 966 ft³ (27,3 m³)                                                                                          | 1591 ft³ (45,1 m³)                                                     | 1852 ft³ (52,5 m³) | do 3800 ft³ (107,6 m³) do 40000 lb (18200 kg) (tovorna verzija) |
| Vzletna razdalja pri MTOW (nivo morja, MSA) | 5741 ft (1750 m)                                                       | Osnovni model: 5249 ft (1600 m) ER: 6890 ft (2100 m)                                                       | 7874 ft (2400 m)                                                       | 9843 ft (3000 m) |                                                                 |
| Višina leta (servisna)                      | 41000 ft (12500 m)                                                     | 41000 ft (12500 m)                                                                                         | 41000 ft (12500 m)                                                     | 41000 ft (12500 m) | 41000 ft (12500 m)                                              |
| Potovalna hitrost                           | Mach 0,785 (447 vozlov), 514 mph, 828 km/h)                            | Mach 0,785 (447 vozlov), 514 mph, 828 km/h)                                                                | Mach 0,785 (447 vozlov), 514 mph, 828 km/h)                            | Mach 0,78 (444 vozlov, 511 mph, 823 km/h) | Mach 0,78                                                       |
| Maks. hitrost                               | Mach 0,82 (475 vozlov, 544 mph, 876 km/h)                              | Mach 0,82 (475 vozlov, 544 mph, 876 km/h)                                                                  | Mach 0,82 (475 vozlov, 544 mph, 876 km/h)                              | Mach 0,82 (475 vozlov, 544 mph, 876 km/h) |                                                                 |
| Dolet (polno naložen)                       | Osnovni model: 3050 nmi (5648 km) WL: 3225 nmi (5970 km)               | osnovni model: 3365 nmi (6230 km) WL: 3440 nmi (6370 km) ER: 5775 nmi (10695 km) z 9 dodatnimi rezervoarji | Osnovni model: 3060 nmi (5665 km) WL: 3115 nmi (5765 km)               | Osnovni model: 2700 nmi (4996 km) 1 razred Osnovni model: 3200 nmi (5925 km) dva razreda z 2 dodatnima rezervoarjema WL: 3265 nm (6045 km) 2 razreda z 2 dodatnima rezervoarjema | Tovorni: 3000 nmi (5555 km) Potniška: 3285 nmi (6080 km)        |
| Maks. kapaciteta goriva                     | Osnovni: 6875 am. galon (26020 L) ER: 10707 am. galon (40530 L)        | Osnovni: 6875 am. galon (26020 L) ER: 10707 am. galon (40530 L)                                            | Osnovni: 6875 am. galon (26020 L) ER: 10707 am. galon (40530 L)        | 7837 am. galon (29660 L) | 6875 am. galon (26020 L)                                        |
| Motor (× 2)                                 | CFM 56-7B20                                                            | CFM 56-7B26                                                                                                | CFM 56-7B27                                                            | CFM 56-7B27 | CFM56-7                                                         |
| Potisk motorjev (× 2)                       | 22700 lbf (101,0 kN)                                                   | 26300 lbf (117,0 kN)                                                                                       | 27300 lbf (121,4 kN)                                                   | 27300 lbf (121,4 kN) | 27300 lbf (121,4 kN)                                            |
| Potisk v križarjenju (× 2)                  | 5210 lbf (23,18 kN)                                                    | 5480 lbf (24,38 kN)                                                                                        | 5480 lbf (24,38 kN)                                                    | 5480 lbf (24,38 kN) |                                                                 |
| Premere ventilatorja                        | 61 in (1,55 m)                                                         | 61 in (1,55 m)                                                                                             | 61 in (1,55 m)                                                         | 61 in (1,55 m) | 61 in (1,55 m)                                                  |
| Dolžina motorja                             | 98,7 in (2,51 m)                                                       | 98,7 in (2,51 m)                                                                                           | 98,7 in (2,51 m)                                                       | 98,7 in (2,51 m) | 98,7 in (2,51 m)                                                |
| Višina motorja na tlemi                     | 18 in (46 cm)                                                          | 18 in (46 cm)                                                                                              | 18 in (46 cm)                                                          | 19 in (48 cm) |                                                                 |

Viri: Boeing 737 Specifications, 737 Airport Planning Report